# Odorrana grahami
Odorrana grahami е вид земноводно от семейство Водни жаби (Ranidae). Видът е почти застрашен от изчезване.

## Разпространение
Разпространен е във Виетнам и Китай.